# سعيد حمد
سعيد موسى حمد دبلوماسي فلسطيني، كان سفيرًا للسلطة الفلسطينية لدى المكسيك، ومفوضًا عامًا لدى كندا، كما عمل لدى جامعة الخليل.

## حياته الدبوماسية
شغل موسى منصب نائب رئيس بعثة منظمة التحرير الفلسطينية لدى الولايات المتحدة من عام 1994 إلى عام 2005.
في 16 سبتمبر 2005، أصدر الرئيس عباس القرار رقم (120) لسنة 2005، ومنحه ترقية من رتبة مستشار أول إلى رتبة سفير في وزارة الخارجية الفلسطينية، وعينه سفيرًا لفلسطين لدى المكسيك وذلك اعتبارًا من 31 أكتوبر 2005. لاحقًا في عام 2006، سلّم أوراق اعتماده إلى الخارجية المكسيكية واستمر في مهامه حتى عام 2010.
عام 2012، عُين مفوضًا عامًا لفلسطين لدى كندا، وفي 25 فبراير 2014 أصدر الرئيس عباس القرار رقم (15) لسنة 2014 بإحالة حمد إلى التقاعد اعتبارًا من 1 يوليو 2014.

## جوائز مستلمة
في 21 فبراير 2013 سلمه سفير المكسيك لدى كندا وسام "نسر الإزتيك" من درجة ساشا وذلك: «تقديرًا لتطوير وتفعيل العلاقات المكسيكية مع الدول والشعوب الصديقة للجهود الدبلوماسية المتميزة التي يبذلونها في هذا الخصوص.»